# Bél (település)
Bél (románul: Beliu) falu Romániában, Arad megyében, Beliu központja.

## Fekvése
Borosjenőtől északkeletre, a Béli hegyek alatt, a Mézes- és béli-patak mellett fekvő település.

## Története
Bél település egykor a váradi püspökök birtoka volt, és nem a mai helyén, hanem a Tőz patak mellett feküdt.
1332-1335 között már szerepelt a pápai tizedjegyzékben is.
Nevét 1332-ben sacerdos de Boly néven említették először Meggyesi Bely Vaida Nicolae nevében, aki a kolozs megyei Meregyon vásárolt fél jobbágytelket.
A 16. században alesperesség volt, melyhez 25 plébánia tartozott.
Az 1800-as évek elején már négy országos vásárt is tartottak itt. Nagy sörháza, pálinkaégetője és messzi vidékeken is híres vízimalma volt.
A 20. század elején üveggyár is működött itt. Ekkor Bihar vármegye Béli járásához tartozott.
1910-ben 2198 lakosa volt, ebből 685 magyar, 77 német, 1347 román volt, melyből 555 római katolikus, 596 görögkatolikus, 775 görögkeleti ortodox volt.

## Nevezetességek
- Római katolikus temploma - 1813-ban épült.
- Görögkatolikus temploma - 1741-ben készült el.
- Görög keleti temploma - 1859-ben épült.
- Zsinagóga